# Lovesexy
Lovesexy is het tiende muziekalbum van de Amerikaanse popartiest Prince. Het album werd uitgegeven in 1988.

## Algemeen
Dit conceptalbum wordt door fans en critici als een van zijn meesterwerken gezien. In de Verenigde Staten viel de verkoop van dit album nogal tegen (#11). In Nederland behaalde het album de nummer één-positie.

## Thema
Prince zelf zag Lovesexy als de spirituele tegenhanger van de toen geannuleerde The Black Album. Het album heeft inderdaad een zware spirituele en religieuze ondertoon.
Het thema is de strijd tussen goed en kwaad, of eigenlijk Prince zijn alter ego Camille en de vertegenwoordiger van het kwaad, Spooky Electric. Camille had zich op The Black Album laten verleiden door seks, lust en andere voor Prince toen negatieve zaken. Op Lovesexy wordt deze negatieve kant, Spooky Electric overwonnen en in het nummer Anna Stesia wordt de uiteindelijke climax bereikt met de versmelting van Prince zijn belangrijkste thema's; God en seks, door middel van de tekst Love is God, God is Love, Girls and Boys love God above.
Later zou duidelijk worden dat Prince zich voor het album had laten inspireren na een nacht, waar hij, volgens ingewijde bronnen, XTC had gebruikt. Deze drug bleek die nacht een zeer negatieve invloed op Prince te hebben, maar hij werd hierdoorheen gesleept door de artieste Ingrid Chavez, die in het intro van het album te horen valt. Het verhaal gaat verder dat Prince de volgende dag The Black Album heeft laten annuleren, waarna hij begon met Lovesexy en dat daarna in een kort tijdsbestek voltooide.

## Muziek
Het album werd op cd uitgegeven als één enkele track. Volgens Prince en zijn platenmaatschappij werd dit gedaan om mensen te dwingen het album als één geheel te zien.
De muziek is een gepolijste, experimentele en kruising tussen funk en elektronische gospel en blues. Dit is een groot verschil met het vorige album, Sign “☮” the Times.
Het album begint door een gesproken intro van Ingrid Chavez (Rain is wet and sugar is sweet, clap your hands and stomp your feet, everybody, everybody knows, when Love calls, U gotta go), waarna Prince het overneemt met de zin: "Welcome 2 the New Power Generation, the reason why my voice is so clear, is there's no smack in my brain". De nummers Eye No en Anna Stesia zijn het meest spiritueel/religieus, de nummers Dance On en Positivity laten een voor Princes doen erg maatschappijkritische kant zien. De ballade When 2 R In Love is ook op de The Black Album te horen, maar krijgt in de context van Lovesexy een geheel andere betekenis.

## Nummers
| 01. | Eye No           | 5:46 |
| 02. | Alphabet St.     | 5:38 |
| 03. | Glam Slam        | 5:06 |
| 04. | Anna Stesia      | 4:58 |
|     |                  |      |
| 05. | Dance On         | 3:44 |
| 06. | Lovesexy         | 5:51 |
| 07. | When 2 R In Love | 3:57 |
| 08. | I Wish U Heaven  | 2:44 |
| 09. | Positivity       | 7:15 |

## Singles
Er werden in het totaal drie singles getrokken van het album; Alphabet St. (23 april 1988), Glam Slam (11 juli) en I Wish U Heaven (20 september).
Twee van de drie singles kenden een B-kant waarvan het nummer nog niet eerder was uitgebracht; Escape (B-kant Glam Slam) en Scarlet Pussy (B-kant I Wish U Heaven). Bij Scarlet Pussy staat de naam van zijn alter ego Camille en niet Prince, waardoor dat nummer officieel het enige nummer is wat onder dit alter ego is uitgebracht.
Alphabet St. was wereldwijd een top tien-hit (nl: #5, vk: #9, vs: #8), maar Glam Slam (nl: #15, vk: #29) en I Wish U Heaven (nl: #19, vk: #24) brachten het in veel landen niet ver in de hitlijsten, en in de Verenigde Staten haalden deze alleen de R&B-lijsten.

## Albumhoes
De albumhoes was erg opvallend en controversieel. Het laat namelijk een door Jean-Baptiste Mondino gemaakte foto zien, waar Prince naakt zittend in een reusachtig bloem te zien valt. De foto kreeg ook kritiek door de afbeelding van een stamper, volgens deze critici een duidelijke referentie naar een penis, vooral door de locatie. Zijn geslachtsdelen waren echter aan het oog onttrokken. De vraag blijft tot de dag van vandaag onbeantwoord of het onderlijf inderdaad van Prince is.
De symboliek achter het naakt poseren blijkt het gegeven dat het album een herboren Prince laat horen en dat Prince zich op dit album heeft ontdaan van zijn masker (kleding), zodat hij zich volledig transparant naar buiten toe laat zien. Deze symboliek wordt bevestigd in de hoezen van de twee eerste singles, die gestoken zijn in doorzichtige plastic hoesjes, met alleen een sticker er op.
Speculaties gaan dat de albumhoes de reden is voor de tegenvallende verkoopcijfers in de Verenigde Staten.